# Oni (stad)
Oni (georgiska: ონი) är en stad i regionen Ratja-Letjchumi och Nedre Svanetien i Georgien. Historiskt och etnografiskt hör staden till Ratja, en historisk provins i Georgien. Staden fungerar även som administrativt centrum till Onidistriktet.
Oni ligger i en djup dalgång på den vänstra sidan om Rionifloden, cirka 830 m ö.h. och 210 kilometer nordväst om landets huvudstad Tbilisi. År 2014 hade Oni 2 656 bofasta invånare.

## Internationella relationer

### Systerstäder
- Be'er Sheva, Israel
- Fitchburg, Massachusetts, USA

## Kända Onibor
- Gertsel Baazov (1904–1938), georgisk-judisk författare